# Tom Hughes
Tom Hughes (Chester, 18 d'abril de 1985) és un actor anglès, conegut pels seus papers com el príncep Albert de Saxònia-Coburg Gotha a la sèrie Victoria (2016-2019) i Joe Lambe al drama de la BBC The Game (2014). Apareix també a Cemetery Junction (2011), L'espia roja (2018), The Laureate (2021) i Shepherd (2021).

## Vida
Hughes va néixer i créixer a la localitat anglesa de Chester, Cheshire, com al menor de dos germans. Va assistir al grup de teatre juvenil Liverpool Everyman. Va ser membre del Cheshire Youth Theatre i de la Jigsaw Music Theatre Company. Es va graduar de la Reial Acadèmia d'Art Dramàtic (RADA) el 2008 amb una llicenciatura en Actuació. Hughes és l'exguitarrista de la banda indie Quaintways. El seu pare Roy és músic.

## Trajectòria interpretativa
El 2009 va començar la seva carrera com el Dr. Harry Ingrams a la sèrie derivada de la BBC Casualty 1909 i com a Jonty Millingden al drama Trinity d'ITV. Va fer el seu debut cinematogràfic a l'any següent com a Chaz Jankel a la pel·lícula biogràfica de Ian Dury Sex & Drugs & Rock & Roll i Bruce Pearson a la comèdia dramàtica Cemetery Junction, l'última de les quals li va valer una nominació al BIFA com a Revelació més prometedora. També va aparèixer a la producció de Young Vic de Sweet Nothings de David Harrower dirigida per Luc Bondy.
El 2011 va ser nomenat un dels 42 Brits to Watch dels BAFTA. Va interpretar a l'alumne advocat Nick Slade a la sèrie 1 del drama legal Silk de BBC One i va aparèixer en la pel·lícula per a televisió de la BBC Page Eight al costat de Ralph Fiennes i Rachel Weisz. Hughes després va aparèixer en el lliurament de Ricard II de l'antologia televisiva The Hollow Crown com a Aumerle.
El 2013, va protagonitzar la pel·lícula BFI/BBC, basada en la novel·la premiada, 8 Minutes Idle en el paper principal de Dan Thomas. Va fer una aparició especial com a Michael Rogers en un episodi de Marple d'Agatha Christie.
De 2016 a 2019, va interpretar al príncep Albert de Saxònia-Coburg Gotha, al costat de Jenna Coleman, com al personatge titular del drama d'època d'ITV, Victoria. El 2018 va protagonitzar la pel·lícula L'espia roja al costat de Judi Dench. El 2019 es va anunciar que Hughes interpretaria el paper recurrent de Christopher Marlowe a la segona sèrie de Discovery of Witches.

## Filmografia

### Cinema
| Any  | Títol                     | Paper                            | Notes        |
| ---- | ------------------------- | -------------------------------- | ------------ |
| 2009 | Tortoise                  | Charlie                          | Curtmetratge |
| 2009 | Storage                   | Jason                            | Curtmetratge |
| 2010 | Sex & Drugs & Rock & Roll | Chaz Jankel                      |              |
| 2010 | Cemetery Junction         | Bruce Pearson                    |              |
| 2013 | About Time                | Jimmy Kincade                    |              |
| 2013 | 8 Minutes Idle            | Dan Thomas                       |              |
| 2013 | Columbite Tantalite       | Mark                             | Curtmetratge |
| 2014 | I Am Soldier              | Sargent/Trooper Mickey Tomlinson |              |
| 2015 | Dare to Be Wild           | Christy Collard                  |              |
| 2015 | The Incident              | Joe                              |              |
| 2016 | London Town               | Johnny                           |              |
| 2016 | Realive                   | Marc Jarvis                      |              |
| 2017 | Madame                    | Steven Fredericks                |              |
| 2018 | L'espia roja              | Leo Galich                       |              |
| 2021 | Infinite                  | Abel                             |              |
| 2021 | Shepherd                  | Eric Black                       |              |
| 2021 | The Laureate              | Robert Graves                    |              |

### Televisió
| Any       | Títol                        | Paper              | Notes                         |
| --------- | ---------------------------- | ------------------ | ----------------------------- |
| 2009      | Casualty 1909                | Dr. Harry Ingrams  | 6 episodis                    |
| 2009      | Trinity                      | Jonty Millington   | 8 episodis                    |
| 2011      | Page Eight                   | Ralph Wilson       | pel·lícula per a televisió    |
| 2011      | Silk                         | Nick Slade         | 6 episodis                    |
| 2012      | Richard II                   | Aumerle            | pel·lícula per a televisió    |
| 2013      | The Lady Vanishes            | Max                | pel·lícula per a televisió    |
| 2013      | Dancing on the Edge          | Julian             | 5 episodis                    |
| 2013      | Agatha Christie's Marple     | Michael Rogers     | Episodi: Endless Night        |
| 2014      | Derek                        | Andy 'The Fit Guy' | 1 episodi                     |
| 2014      | The Game                     | Joe Lambe          | Principal                     |
| 2016      | Neil Gaiman's Likely Stories | Eddie Barrow       | Episodi: "Feeders and Eaters" |
| 2016–2019 | Victoria                     | príncep Albert     | Principal                     |
| 2017      | Paula                        | James Morecroft    | Recurrent; 3 episodis         |
| 2020      | A Discovery of Witches       | Kit Marlowe        | Recurrent                     |
| 2022      | The English                  | Thomas Trafford    | 5 episodis                    |
| 2024      | Franklin                     | Paul Wentworth     | Minisèrie; 6 episodis         |
| 2024      | Those About to Die           | emperador Tit      | 10 episodis                   |